# Volley Lugano
Il Volley Lugano è una società di pallavolo femminile svizzera con sede a Lugano: milita nel campionato svizzero di Lega Nazionale A.

## Storia
Il Volley Lugano viene fondato nel 1998, prendendo parte alle categorie minori del campionato svizzero fino al 2016, quando viene promosso in Lega Nazionale A, debuttandovi nella stagione 2016-17, chiusa al nono posto. 
Grazie al quinto posto ottenuto al termine del campionato 2018-19, si qualifica per la prima volta a una competizione europea, la Challenge Cup 2019-20.

## Rosa 2018-2019
| N° | Nome              | Ruolo | Data di nascita   | Nazionalità sportiva |
| -- | ----------------- | ----- | ----------------- | -------------------- |
| 1  | Maria da Silva    | O     | 28 settembre 1994 | Brasile              |
| 2  | Laura Zini        | L     | 20 maggio 1996    | Italia               |
| 3  | Katja Kylmäaho    | P     | 21 aprile 1994    | Finlandia            |
| 4  | Sara Hasku        | C     | 12 maggio 1999    | Albania              |
| 5  | Nicole Pulcini    | S     | 23 agosto 1996    | Italia               |
| 6  | Martina Demarchi  | S     | 6 febbraio 2001   | Svizzera             |
| 7  | Ellen do Amaral   | S     | 15 settembre 1990 | Brasile              |
| 9  | Jessica Kosonen   | S     | 9 marzo 1997      | Finlandia            |
| 11 | Lea Romaneschi    | O     | 10 luglio 1996    | Svizzera             |
| 12 | Fabiana Branca    | C     | 21 gennaio 2000   | Svizzera             |
| 13 | Giulia Maggi      | C     | 13 gennaio 1997   | Italia               |
| 15 | Alexandra Schaber | S     | 7 aprile 1996     | Svizzera             |
| 17 | Chiara Balestra   | P     | 27 marzo 2001     | Svizzera             |